# Audience of One
„Audience of One“ je píseň americké rockové skupiny Rise Against, kterou napsal frontman skupiny Tim McIlrath. V albu Appeal to Reason z roku 2008 je pořadím druhé. Dosáhlo čtvrté příčky ve skupině Alternative Songs hudebního týdeníku Billboard, „Audience of One“ je z hlediska hodnocení třetím nejúspěšnějším singlem skupiny Rise Against, tedy hned za singlem „Savior“ (následuje v tomto albu), a „Re-Education (Through Labor)“ (z alba Appeal to Reason).

## Zveřejňování
V polovině října 2008 rádiová stanice poprvé KROQ z Los Angeles zahrála „Audience of One“. Nahrání videoklipu s režisérem Brettem Simonem bylo oznámeno 9. prosince 2008 a 15. ledna 2009 měl premiéru na platformě MySpace. Píseň se dostala do rádií 20. ledna. Singl vyšel na CD a 17cm vinylu 3. března 2009 ve Velké Británii.

## Videoklip
Ve videoklipu vystupuje osmiletý chlapec, který se podobá Georgi W. Bushovi hrající si s miniaturním světem. V průběhu videa si chlapec hraje s předměty souvisejícími s vysokou cenou benzínu, válkou v Iráku, pohřbem vojáka, centrální bagdádskou věznicí, devastujícím hurikánem Katrina, odlesňováním, zabavováním domů, stejnopohlavním manželstvím, a nelegální imigrací. Skupina Rise Against ve videoklipu vystupuje na pódiu u Bílého domu, které chlapec před koncem videa rozbije.

## Ocenění
| Ocenění (2009)                         | Nejvyšší dosažená příčka |
| -------------------------------------- | ------------------------ |
| Alternative Songs amerického Billboard | 4                        |
| Rock Songs amerického Billboard        | 16                       |
| Canadian Hot 100                       | 59                       |